# Ben-Hur (film fra 1925)
Ben-Hur (engelsk originaltitel Ben-Hur: A Tale of the Christ) er en amerikansk stumfilm fra 1925 instrueret af Fred Niblo, Alfred L. Raboch og Reeves Eason.

## Medvirkende
- Ramon Novarro som Ben-Hur
- Francis X. Bushman som Messala
- May McAvoy som Esther
- Betty Bronson som Mary
- Claire McDowell
- Kathleen Key som Tirzah
- Carmel Myers som Iras
- Nigel de Brulier som Simonides